# Gary Orfield
Gary Orfield   (5 de setembre de 1941) és professor d'investigació en educació, dret, ciències polítiques i planificació urbanística a la Universitat de California, Los Angeles (UCLA). L'eix d'interessos de la seva investigació el formen: l'estudi dels drets civils, les polítiques educatives, urbanístiques i les oportunitats de les minories. Va ser cofundador i director del Projecte dels Drets Civils de Harvard, i ara exerceix de codirector del Projecte Drets Civils a UCLA. El seu interès central ha estat el desenvolupament i implementació de la política social, més particularment, en l'impacte de la política vers la igualtat d'oportunitats per a l'èxit a la societat americana. És també membre de l'Acadèmia Nacional d'Educació i ha rebut diversos premis, inclosa la medalla "Teachers College", el premi a la Justícia social de la AERA (American Education Research Association); el premi Charles Merriam de l'Associació Americana de Ciències Polítiques (1997), per la seva "contribució a l'art del govern mitjançant l'aplicació de la investigació en ciències socials" i doctorats honorífics.

## Aportacions i Investigacions
A més de desenvolupar el càrrec de professor a UCLA, l'aportació d'Orfield inclou 12 llibres (un total de 30 produïts pel projecte dels drets civils) dels quals és el coautor i/o coeditor des de 2004, també inclou nombrosos articles i informes. Ha actuat com a testimoni expert en més d'una trentena de casos de drets civils col·lectius, amb relació a la segregació escolar; discriminació a l'habitatge i altres afers; i com assessor en moltes institucions escolars, governs federals, estatals i locals, a més de grups de drets civils i organitzacions de docents. Conjuntament amb diversos col·laboradors, Orfield ha organitzat múltiples informes amicus curiae a la Cort Suprema al voltant de totes les decisions d'acció important a l'escola en les darreres dues dècades.

## The Civil Rights Project (CRP)
L'objectiu amb el que va néixer el projecte va ser la renovació del moviment dels drets civils creant un nexe entre el món de les idees i els actes. Amb la finalitat de ser una font d'intel·lectualisme introduïda en el moviment, i per profunditzar, equilibrar i resoldre els obstacles per tal d'aconseguir la igualtat entre ètnies i minories, a mesura que avança la societat a través del segle XXI.
El Projecte dels Drets Civils pren com a eina i eix la investigació per a una gran varietat i quantitat d'estudis escrits (més de 400 Estudis escrits en total encarregats o produïts). Amb motiu de definir i donar èmfasi a la justícia racial de les decisions polítiques clau per als legisladors, mitjans de comunicació i el públic en general. També per dotar a les organitzacions de drets civils del capital intel·lectual que necessiten per a ésser més influents a nivell estatal i local.
Fins a l'actualitat, el CRP ha encarregat i/o produït més de 400 estudis que tracten sobre una gran varietat de temes, dels quals alguns són: Impactes de l'eliminació de l'ús de l'acció afirmativa en les decisions d'admissió a l'educació superior en diversos estats, Beneficis de la diversitat racial en l'educació, Inclusió dels drets civils a les agendes de reforma escolar, La relació entre la religió i els objectius dels drets civils i defensa, entre d'altres...
Amb aquests esforços pretenen i esperen millorar els canals de comunicació a través dels quals els resultats de la investigació es tradueixen i es divulguen als defensors, responsables polítics i al públic en general. I a la inversa, a millorar els canals a través dels que es comuniquen als investigadors les necessitats dels responsables polítics i els defensors.

## Magnet Schools
Les Magnet Schools (escoles imant) van ser creades com una necessitat a la dècada del 1970. El seu propòsit va ser el de trencar la separació racial existent i promoure el compromís voluntari tant d'estudiants, pares i professors amb escoles inclusives què ofereixen oportunitats d'educació especials. Aquestes escoles tenen com a prioritat d'una banda assegurar la igualtat dels drets humans, i de l'altre garantir una igualtat d'oportunitats. A més a més, fan èmfasi en que només lluitant contra la segregació es pot superar la desigualtat que el lliure comerç no ha aconseguit.
Aquestes escoles atrauen a nens de diversos sectors socials, econòmics, de raça i també amb diferents nivells de rendiment acadèmic. Són gratuïtes i obertes a tothom, i és degut a aquest motiu que la demanda és molt elevada. La gran majoria de MSA (Magnet Schools of America) duen a terme un sistema de loteria per a determinar l'acceptació d'alumnes als centres. Les MSA són responsables dels estàndards d'acceptació estatal als Estats Units, i en moltes ocasions superen aquests estàndards.
Les habilitats subtils del treball en equip, l'acceptació, la innovació i el compromís, són el que fa que les Magnet Schools siguin l'entorn òptim per a un desenvolupament dels alumnes com a ciutadans competents, aptes per a cursar futurs graus i compromesos amb la societat. Aquesta preparació per a la vida real fa que els estudiants no només estableixin relació amb alumnes de diferents orígens, sinó que també fa que obtinguin experiència pràctica en relacions amb empreses, institucions culturals, universitats i organitzacions comunitàries.
Val a dir que cada escola es focalitza en plans d'estudi de temàtica individual. Alguns temes en els què se centren algunes escoles magnet són: Ciències, Tecnologia, Enginyeria, Física i Matemàtiques; Arts Plàstiques, Arts Escèniques, Música; Formació Professional i Tècnica; Idiomes del Món, entre d'altres.

### Remarques Històriques
- 1954, "Brown vs. Board of Education", aconseguir arribar a la reducció de la segregació escolar i oferint educació de qualitat per a tots els estudiant.
- 1968, a Tacoma, Washington, la primera escola pensada per a la reducció d'exclusió racial que ofereix lliure elecció.
- 1974, Publicació de Mario Fantini; els alumnes no aprenen de la mateixa manera. Un tema unificat o una organització diferent per a estudiants amb interessos similars, va millorar l'aprenentatge en totes les àrees.
- 1985, Aprovació del programa d'assistència de les MS, proporcionant beques "Magnet Schools".
- 2016, Nombre de Magnet Schools: 4.340 a 46 estats.

## Conferència sobre Les Magnet Schools of America
La idea d'anomenar-les "Magnet Schools" és encertada en la mesura que atrauen estudiants de tot tipus siguin quins siguin els seus orígens i/o les seves capacitats d'aprenentatge, les seves ambicions educatives i també pel que fa al món laboral. A la conferència esdevinguda a Barcelona al mes de juny de 2011 el professor Orfield va presentar la necessitat d'utilitzar l'educació com a motor per canviar la societat actual en què vivim, així com el sistema educatiu tal com el coneixem.
Una de les curiositats que el professor va comentar va ser la creació de mòduls especialitzats en les arts plàstiques, escèniques i musicals (visuals, musicals, dansa, teatre, etc.). En aquells temps va obrir les portes a molts estudiants que no haguessin trobat una escola on se'ls oferís uns estudis adequats i dirigits específicament a allò que els interessava de debò.
A l'inici de la conferència Orfield presenta un dels èxits i alhora un dels motius de la posada en marxa de les magnet schools, la segregació als EUA. Tenint en compte l'oferta educativa d'aquell moment social, evitar la segregació creant un model d'escola inclusiva va suposar un pilar cada cop més important i necessari per a la societat americana. Actualment el nombre d'estudiants de color als estats units està en augment i s'espera que continuï així, fet que dona suport a l'efectivitat de l'aportació de les MSA. De fet la finalitat de l'escola inclusiva, remarca el professor, és la d'ensenyar als alumnes a conviure en harmonia en una societat plural com l'actual.
També cal remarcar que una de les contribucions més significatives de les magnet schools ha estat la de proporcionar a cada escola un currículum adreçat a les necessitats específiques de cada centre, segons la situació del context social i de l'alumnat. D'aquesta manera s'aconsegueix oferir un complet coneixement de les matèries específiques, al mateix temps que les habilitats vocacionals dels alumnes de cara a la vida professional.
Sota la política que adopten les magnet schools és l'alumne qui escull l'escola i no l'escola qui esculli a l'alumne. Orfield esmenta que el numero d'alumnes actualment a aquest tipus d'escoles és aproximadament de dos milions.

## Impacte de les Magnet Schools
Les Magnet Schools són un projecte que s'esforça per combatre les desigualtats i prevenir les exclusions de les minories en tots els àmbits educatius. És actualment l'escola pública que més incís fa en millorar el rendiment acadèmic i treballar la diversitat escolar. Ja n'hi ha 4.340 escoles magnet educant a prop de tres milions i mig d'estudiants als Estats Units.
Des del 1985 el programa assistencial per a Magnet Schools (MSAP, per les sigles en anglès) ha atorgat subvencions federals als districtes escolars per a donar suport als programes magnet amb l'objectiu de reduir, suprimir i prevenir l'aïllament de les minories; millorar el rendiment acadèmic; i l'augment de la lliure elecció educativa a l'escola pública. El MSAP va estar autoritzat al desembre de 2015 com a part de la Llei dels estudiants d'èxit (Títol IV, Part D), i va rebre gairebé 190 milions de dòlars en assignacions entre l'any fiscal 2016 i 2017.
Malgrat la popularitat i el recolzament d'aquestes escoles, encara és limitada la informació que evidenciï la seva efectivitat. L'objectiu de l'avaluació efectuada pel Centre Nacional d'Avaluació de l'Educació és principalment proporcionar estimacions veritables de l'impacte de les magnet als resultats dels estudiants, deixant l'assignació de places en les mans de les loteries efectuades per a l'ingrés en aquestes escoles.